# Стандарт (акционерное общество)
«Стандарт» (реже «Стандард») — советское акционерное общество, существовавшее в 1922—1926 годах. Один из лидеров в освоении индустриального строительства. Название «Стандарт» широко распространено в литературе, но оно являлось неофициальным и не было утверждено несмотря на то, что заявки на утверждение подавались в соответствующие инстанции.
В попытках преодолеть строительный и жилищный кризис послевоенных лет в 1923—1926 годах появился ряд строительных обществ, сосредоточивших усилия на пути индустриализации домостроения.
Устав общества под названием «Российское акционерное общество строительных, транспортно-грузовых и заготовительных работ», утверждён 16 ноября 1922 года. Инициатором создания было Всероссийское объединение государственных рабочих артелей (ВОГРА). В марте 1924 года держатель контрольного пакета акций, Наркомтруд, реорганизовал общество в государственное. После XIII Съезда РКП(б), на котором жилищный вопрос был определён как один из важнейших, общество поставило перед собой задачу разработки проектов дешёвых жилых домов, отвечающих последним требованиям техники и гигиены. К лету 1924 года «Стандарт» вёл строительство почти 400 объектов. 4 марта 1925 года в соответствии с новым уставом общество получило наименование «Акционерного строительного общества». Ему было поручено всякого рода строительные работы, в основном рабочие жилища и посёлки. Общество получило право «объявлять конкурсы на составление проектов и чертежей по рабочему жилищному строительству, издавать специальную литературу по вопросам строительства, производить опытные постройки образцовых домов для рабочих».
А. А. Андреевский, главный архитектор общества, следующим образом описал его устройство:

По структуре, с внешней стороны, общество мало отличалось от аналогичных строительных государственных контор, страдающих <…> отсутствием каких-либо организационных средств, почему оно и хваталось за всякие строительные работы, лишь бы иметь необходимый аванс <…>, ожидая того конечного момента, когда постройка будет окончена и полученной прибылью покроются организационные расходы, а если этого не случится, то крах и ликвидация общества. Действовало общество <…> через свои отделения <…>, отделения были самостоятельны как в выборе объекта работ, так и в способе их выполнения и в подборе сотрудников <…>. С внутренней стороны оно имело совершенно своеобразную структуру: несмотря на полное нищенство и кажущуюся никчемность, в нём бился пульс зарождающейся жизни"
По свидетельству Андреевского, в «Стандарт» были привлечены «высшие квалифицированные силы Республики». Проектное бюро общества возглавил Л. А. Веснин, создавший в нём подлинную атмосферу творчества.
Наиболее крупные постройки «Стандарта»: расширение станции «Электропередача», железобетонный резервуар на 1 млн вёдер воды в Баку, три элеватора акционерного общества «Хлебопродукт» на станциях Развильная и Мечётинская Донской области, санаторий Дорстрахкассы на станции Либань, здание управления Закавказских железных дорог в Тифлисе, 30 нефтяных вышек на промыслах в Грозном, рабочие посёлки в Богородске, Павловском Посаде, на станции Пекша Владимирской губернии, в Кунцеве и другие. Крупнейшим посёлком «Стандарта» стал Первый Рабочий посёлок в Иваново-Вознесенске. Основу фахверковой конструкции его домов составлял стандартизированный, облегчённый до допускаемого прочностью предела деревянный каркас с термолитовым заполнением. Посёлок в Иваново-Вознесенске интересен как один из первых примеров массового индустриального строительства в СССР и как пример использования традиций фахверкового строительства в типовом строительстве.
22 августа 1925 года по решению комиссии Наркомата Рабкрина операции «Стандарта» были прекращены. С 7 сентября 1925 года по 27 апреля 1927 года действовала ликвидационная комиссия, заключившая с Стандартстроем соглашение о передачи ему для достройки объектов «Стандарта».

## Состав в 1924—1926 годах
Правление общества (избрано 22 апреля 1924 г.)
председатель — С. М. Вундерлих, с июня 1924 г. — И. Е. Коросташевский,
заместитель председателя — М. Ю. Гольдман,
члены: Л. А. Азарх, Я. Л. Аскольдов, В. Н. Люблин, И. Л. Поляков, М. С. Рудоминер, М. М. Сегаль, В. А. Синдеев, Э. М. Фурмер
Строительный отдел
заведующий А. А. Андреевский — гл. архитектор общества (с июня 1923 г. по 31 января 1926 г.)
Проектная часть (проектбюро)
заведующие:
Р. И. Клейн (по 5 мая 1924 г.), Л. А. Веснин (с 23 мая по 31 декабря 1924 г.), П. А. Голосов (с 23 марта по 23 июня 1925 г.), Н. Я. Колли (с июня 1925 г. по 31 января 1926 г.)
старшие архитекторы:
Н. Я. Колли (с 23 мая 1924 г. по июнь 1925 г.), О. А. Вутке (с 26 июля 1924 г. по 14 ноября 1925 г.), В. Д. Кокорин (со времени не позднее июня 1924 г. по 1 марта 1925 г.), А. И. Ефимов (с 23 февраля 1925 г.), П. А. Голосов (с 24 июня 1925 г. по 31 января 1926 г.), М. М. Чураков (со времени не позднее июня 1925 г.)
младшие архитекторы:
С. Н. Кожин (с 9 июня 1924 г.), А. В. Барулин (с 24 июля 1923 г. по 31 января 1926 г.), Г. Г. Вегман (со времени не позднее июня 1924 г. по 14 июля 1925 г.), Н. Н. Лебедев (с того же времени по 31 января 1926 г.), В. Г. Калиш (с марта по 6 июля 1925 г.)
инженеры:
Г. А. Кузнецов (со времени не позднее июня 1924 г.), А. Н. Самгин, Фокин (уволился с 1 февраля 1926 г.)
консультанты:
П. Ф. Алешин (с 18 июня по 25 августа 1925 г.), В. Н. Семенов, Б. А. Коршунов (оба со времени не позднее июня 1924 г.), Н. А. Алексеев, П. Г. Киселев, эпизодически: А. П. Иваницкий, А. В. Кузнецов, С. Е. Чернышев
Конструктивная часть
заведующий — А. К. Говве (с 10 апреля 1924 г. по 31 января 1926 г.)
инспектор — инж. Е. В. Костырко (со 2 ноября 1924 г.)
Сметно-контрольная часть
Статистическая часть
Отделения общества
Центральное московское (нач. К. Д. Валериус), Астраханское, Воронежское, Дальневосточное, Закавказское, Западное, Нижегородское, Саратовское, Северозападное, Северокавказское, Туркестанское, Украинское левобережное, Украинское правобережное, Уральское, Построечное управление Иваново-Вознесенского рабочего посёлка, Царицынская, Алатырская и другие лесозаготовительные конторы